# Sainte-Foy (Seine-Maritime)
Sainte-Foy ist eine französische Gemeinde mit 629 Einwohnern (Stand: 1. Januar 2022) im Département Seine-Maritime in der Region Normandie (vor 2016 Haute-Normandie). Sie gehört zum Arrondissement Dieppe und zum Kanton Luneray (bis 2015 Kanton Longueville-sur-Scie). Die Einwohner werden Sainte-Foyens genannt.

## Geographie
Sainte-Foy liegt etwa 20 Kilometer südsüdöstlich von Dieppe im Pays de Caux. Umgeben wird Sainte-Foy von den Nachbargemeinden La Chaussée im Norden, La Chapelle-du-Bourgay im Norden und Nordosten, Torcy-le-Petit im Nordosten, Torcy-le-Grand im Osten, Saint-Honoré im Südosten, Les Cent-Acres im Süden, Saint-Crespin im Westen und Südwesten sowie Longueville-sur-Scie im Westen.

## Bevölkerungsentwicklung
| Jahr                      | 1962 | 1968 | 1975 | 1982 | 1990 | 1999 | 2007 | 2015 |
| Einwohner                 | 331  | 311  | 378  | 438  | 405  | 390  | 476  | 568  |
| Quelle: Cassini und INSEE |      |      |      |      |      |      |      |      |

## Sehenswürdigkeiten
- Kirche Sainte-Foy aus dem 11. Jahrhundert

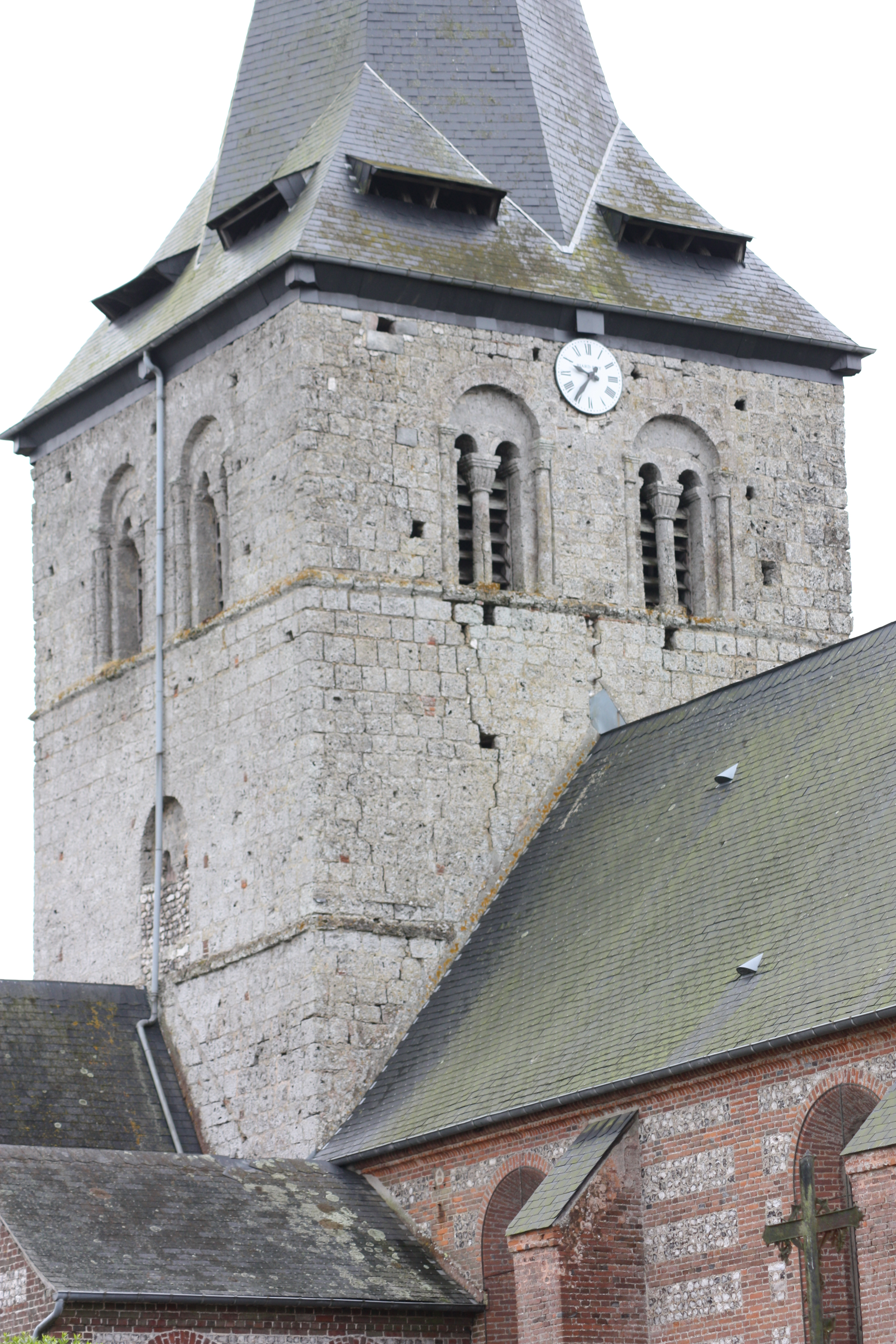
Kirche Sainte-Foy